# Zimbabwaanse hockeyploeg (mannen)
De  Zimbabwaanse hockeyploeg voor mannen is de nationale ploeg die Zimbabwe vertegenwoordigt tijdens interlands in het hockey.
Het team kon zich kwalificeren voor de Olympische Spelen in 1964 waar het op een zevende plaats eindigde.

## Erelijst Zimbabwaanse hockeyploeg
| Jaar | Champions Trophy | Afrikaans kampioenschap | Olympische Spelen | Wereldkampioenschap | Hockey World League Hockey Pro League |
| ---- | ---------------- | ----------------------- | ----------------- | ------------------- | ------------------------------------- |
| 1908 |                  |                         | geen deelname     |                     |                                       |
| 1920 |                  |                         | geen deelname     |                     |                                       |
| 1928 |                  |                         | geen deelname     |                     |                                       |
| 1932 |                  |                         | geen deelname     |                     |                                       |
| 1936 |                  |                         | geen deelname     |                     |                                       |
| 1948 |                  |                         | geen deelname     |                     |                                       |
| 1952 |                  |                         | geen deelname     |                     |                                       |
| 1956 |                  |                         | geen deelname     |                     |                                       |
| 1960 |                  |                         | geen deelname     |                     |                                       |
| 1964 |                  |                         | 7e OS 1964 Tokio  |                     |                                       |
| 1968 |                  |                         | geen deelname     |                     |                                       |
| 1970 |                  |                         |                   |                     |                                       |
| 1971 |                  |                         |                   | geen deelname       |                                       |
| 1972 |                  |                         | geen deelname     |                     |                                       |
| 1973 |                  |                         |                   | geen deelname       |                                       |
| 1974 |                  | geen deelname           |                   |                     |                                       |
| 1975 |                  |                         |                   | geen deelname       |                                       |
| 1976 |                  |                         | geen deelname     |                     |                                       |
| 1978 | geen deelname    |                         |                   | geen deelname       |                                       |
| 1980 | geen deelname    |                         | geen deelname     |                     |                                       |
| 1981 | geen deelname    |                         |                   |                     |                                       |
| 1982 | geen deelname    |                         |                   | geen deelname       |                                       |
| 1983 | geen deelname    | geen deelname           |                   |                     |                                       |
| 1984 | geen deelname    |                         | geen deelname     |                     |                                       |
| 1985 | geen deelname    |                         |                   |                     |                                       |
| 1986 | geen deelname    |                         |                   | geen deelname       |                                       |
| 1987 | geen deelname    |                         |                   |                     |                                       |
| 1988 | geen deelname    |                         | geen deelname     |                     |                                       |
| 1989 | geen deelname    | 4e AF 1989 Blantyre     |                   |                     |                                       |
| 1990 | geen deelname    |                         |                   | geen deelname       |                                       |
| 1991 | geen deelname    |                         |                   |                     |                                       |
| 1992 | geen deelname    |                         | geen deelname     |                     |                                       |
| 1993 | geen deelname    | 4e AF 1993 Nairobi      |                   |                     |                                       |
| 1994 | geen deelname    |                         |                   | geen deelname       |                                       |
| 1995 | geen deelname    |                         |                   |                     |                                       |
| 1996 | geen deelname    | 4e-6e AF 1996 Pretoria  | geen deelname     |                     |                                       |
| 1997 | geen deelname    |                         |                   |                     |                                       |
| 1998 | geen deelname    |                         |                   | geen deelname       |                                       |
| 1999 | geen deelname    |                         |                   |                     |                                       |
| 2000 | geen deelname    | AF 2000 Bulawayo        | geen deelname     |                     |                                       |
| 2001 | geen deelname    |                         |                   |                     |                                       |
| 2002 | geen deelname    |                         |                   | geen deelname       |                                       |
| 2003 | geen deelname    |                         |                   |                     |                                       |
| 2004 | geen deelname    |                         | geen deelname     |                     |                                       |
| 2005 | geen deelname    | geen deelname           |                   |                     |                                       |
| 2006 | geen deelname    |                         |                   | geen deelname       |                                       |
| 2007 | geen deelname    |                         |                   |                     |                                       |
| 2008 | geen deelname    |                         | geen deelname     |                     |                                       |
| 2009 | geen deelname    | geen deelname           |                   |                     |                                       |
| 2010 | geen deelname    |                         |                   | geen deelname       |                                       |
| 2011 | geen deelname    |                         |                   |                     |                                       |
| 2012 | geen deelname    |                         | geen deelname     |                     |                                       |
| 2013 |                  | geen deelname           |                   |                     | geen deelname                         |
| 2014 | geen deelname    |                         |                   | geen deelname       |                                       |
| 2015 |                  |                         |                   |                     | geen deelname                         |
| 2016 | geen deelname    |                         | geen deelname     |                     |                                       |
| 2017 |                  | geen deelname           |                   |                     | geen deelname                         |
| 2018 | geen deelname    |                         |                   | geen deelname       |                                       |
| 2019 |                  |                         |                   |                     | geen deelname                         |
| 2021 |                  |                         | geen deelname     |                     | geen deelname                         |
| 2022 |                  | geen deelname           |                   |                     | geen deelname                         |
| 2023 |                  |                         |                   | geen deelname       | geen deelname                         |
| 2024 |                  |                         | geen deelname     |                     | geen deelname                         |